# Регги левой ногги (альбом)
Регги левой ногги — студийный альбом Ольги Арефьевой и группы «Ковчег», издан в  2000 году.

## Об альбоме
Запись альбома начата в конце декабря 1994 года на студии «TEF» музыкального училища им. Гнесиных, закончена в конце декабря 1999 года на студии «Лоам».
В альбоме присутствует видеоклип «Площадь Ногина», снятый в 1999 году.

## Список композиций
Все песни написаны Ольгой Арефьевой.
| №                   | Название                             | Длительность |
| ------------------- | ------------------------------------ | ------------ |
| 1.                  | «N»                                  | 5:22         |
| 2.                  | «Не плачь, женщина»                  | 5:09         |
| 3.                  | «Площадь Ногина»                     | 3:54         |
| 4.                  | «Вильгельм Телль»                    | 4:17         |
| 5.                  | «Мышка Божия»                        | 3:28         |
| 6.                  | «Кайф»                               | 4:42         |
| 7.                  | «Панихида по апрелю»                 | 4:40         |
| 8.                  | «Куколка-бабочка»                    | 3:03         |
| 9.                  | «Ангел смерти»                       | 7:14         |
| 10.                 | «Танец с полотенцем»                 | 3:39         |
| 11.                 | «Маленькая вселенная»                | 5:08         |
| 12.                 | «Лимерики»                           | 4:39         |
| 13.                 | «Не плачь, Ангел Телль» (dub-версия) | 3:56         |
| 14.                 | «Яумба кумана» (dub-версия)          | 3:54         |
| Общая длительность: | Общая длительность:                  | 1:03:05      |

| №  | Название         | Длительность |
| -- | ---------------- | ------------ |
| 1. | «Площадь Ногина» | 3:54         |

## Участники записи
- Ольга Арефьева — вокал
- Михаил Трофименко — гитара, бас-гитара, подпевки, клавиши, звук, сведение, мастеринг
- Всеволод Королюк — барабаны, подпевки, клавиши, флейта, звук, сведение
- Борис Марков — перкуссия, подпевки

Видеоклип «Площадь Ногина»
- Ева Белова — режиссёр
- Алексей Тодоров — оператор